# Ambrosio Sandes
Ambrosio Sandes (Soriano, Province orientale, correspondant à l’actuel Uruguay, 1815 - Mendoza, 1863) était un militaire uruguayen. 
Il combattit d’abord dans les guerres civiles de son pays, puis, dans le sillage de la bataille de Pavón, remportée par les unitaires, s’illustra dans les dernières phases de la guerre civile argentine, Bartolomé Mitre l’ayant en effet chargé, lui et d’autres officiers uruguayens, tels que Wenceslao Paunero, de conquérir sur les montoneras fédéralistes les provinces du nord-ouest de l’Argentine afin d’y mettre au pouvoir des gouverneurs fidèles au nouvel ordre unitaire et libéral. Sandes, intrépide et cruel, dut ainsi affronter en particulier le caudillo réfractaire Chacho Peñaloza, et se rendit célèbre et redouté par une longue série d’atrocités, le faisant passer, au début des années 1860, pour le plus sanguinaire des officiers de l’armée régulière argentine.

## Biographie
Il s’engagea, sous la direction du politicien colorado Fructuoso Rivera, à la Grande Guerre uruguayenne, participant à des dizaines de batailles. Il aimait à cultiver une image terrifiante, notamment en observant un mutisme qu’il n’entrecoupait guère que par des explosions de violence. Il était craint de ses soldats, se montrant très cruel avec les ennemis, et guère moins avec ses subordonnés. Célèbre pour son intrépidité, il portait sur son corps plus d’une cinquantaine de cicatrices, de lance, de baïonnette et de balles.
Il combattit, sous le commandement de Justo José de Urquiza, dans la bataille de Caseros de 1852, puis se joignit, lors du siège de Buenos Aires fin 1852, au général Hilario Lagos. Au milieu de l’année suivante cependant, il passa aux unitaires en échange de pots-de-vin. Il regagna l’État oriental de l’Uruguay pour appuyer le gouvernement de Venancio Flores, mais fut expulsé après qu’il eut tenté un coup de force contre le congrès par le moyen d’une rébellion. 
Il lutta pour le compte de l’État de Buenos Aires à la bataille de Cepeda (1859), où il fut blessé et laissé pour mort. Après la bataille de Pavón, en septembre 1861, lors de laquelle Bartolomé Mitre, à la tête de l’armée portègne, vainquit les troupes de la Confédération commandées par Justo José de Urquiza, et à laquelle il participa, il fut l’un des quatre colonels uruguayens choisis pour être dépêchés vers l’intérieur du pays et y imposer — « par la raison ou par la force », selon la consigne donnée — la nouvelle idéologie libérale et gommer tout vestige du fédéralisme.
Quelques semaines plus tard, lors de la bataille de Cañada de Gómez (province de Santa Fe), Sandes se signala comme l’un des officiers qui mirent à mort des centaines de soldats et gradés après leur reddition. Ce nonobstant, il fut élevé au rang de colonel.
Sous les ordres de Wenceslao Paunero (d’origine orientale comme lui), il prêta ainsi son concours à l’occupation de l’intérieur de l'Argentine, dispensant des preuves de sa cruauté dans les provinces de San Luis, de Mendoza et de San Juan. Une fois vaincues les troupes fédéralistes montoneras qui s’étaient opposées à lui, il tua les soldats ennemis par dizaines. Après que tout l’intérieur du pays eût été mis aux mains des forces unitaires et de leurs alliés, et en particulier après que huit gouverneurs de province eurent été évincés au profit de la faction unitaire, il ne resta plus qu’un dernier foyer de résistance : dans la province de La Rioja, dirigé par son illustre caudillo, le  Chacho Ángel Vicente Peñaloza.
À la suite de la victoire de ses troupes à la bataille de Las Aguaditas, en mars 1862, Sandes, rendu furieux par la mort d’un adjudant, assassina sept officiers. Il sillonna tout l’intérieur de La Rioja à pourchasser des montoneros réels ou imaginaires. Lors de la bataille de Lomas Blancas, un gaucho ennemi réussit à le désarçonner, puis, l’ayant jeté à terre, lui laissa la vie sauve. Mais Sandes ensuite remporta une nouvelle victoire et, furibond, donna ordre de tuer tous les prisonniers et de mettre le feu à leurs cadavres. Ricardo Mercado Luna, écrivain et historien originaire de La Rioja, écrivit dans son essai Los coroneles de Mitre (les Colonels de Mitre) que le lieu où fut accomplie cette grande incinération vint à être nommée par les habitants la Carbonera de Sandes (le bûcher de Sandes), « quelques mètres de terre perdue dans les plaines de La Rioja, où jusqu’il n’y a guère, une femme pieuse allumait des bouts de bougie dérobés à la pauvreté de sa solitude ».
Il vainquit Peñaloza une fois encore, à la bataille de Salinas Grandes, à l’occasion de laquelle il réédita ses exploits criminels, tuant en tout état de cause tous les officiers qui lui tombaient entre les mains, et aussi nombre de soldats. Il agit ainsi sur ordre de son supérieur, le gouverneur de San Juan et futur président de la république argentine, Domingo Faustino Sarmiento, qui l’appelait le Cid Campeador de l’armée argentine. Celui-ci lui ordonna de tuer tous les prisonniers de guerre ; Sandes du moins pardonnait-il à quelques gauchos, fût-ce par pur caprice.
Dans La degollación del Chacho, aux pages 26 et 27, Manuel Gregorio Mercado relate ce qui se passa à la suite de la bataille de Las Playas de juin 1863, laquelle s’était à nouveau soldée par une défaite de Peñaloza :
« Celui qui se comporta comme un chacal fut Sandes, uruguayen, commandant en second de l’armée victorieuse. C’était un militaire cruel et sanguinaire. C’est de cela que lui venait son renom, dit un historien, et il le confirma dans cette bataille, faisant transpercer et fusiller nombre de chefs et d’officiers prisonniers, et traitant avec une cruauté impitoyable et sauvage les autres prisonniers, ceux à qui il avait accordé la vie sauve. Les morts furent au nombre de trois cents et les prisonniers de sept cents. Ces derniers furent conduits à un campement établi dans le faubourg est, dans ce qui est aujourd’hui le quartier General Paz. Sur ces infortunés prisonniers furent commises des cruautés inénarrables… à l’issue de la bataille, le vainqueur fit mettre le feu au champ de paille, les blessés mourant alors carbonisés. »
Vaincu principalement par Sandes, lequel combinait à sa cruauté d’indéniables capacités de chef de cavalerie, Peñaloza envahit la province de San Luis et contraignit le gouvernement national (représenté par Wenceslao Paunero, à son tour représenté par le recteur de l’université de Córdoba) à conclure avec lui, en mai 1862, le traité de La Banderita, qui, en plus d’instituer la paix civile à La Rioja, prévoyait un échange de prisonniers, lequel toutefois n’eut pas lieu, car lorsque le caudillo remit les officiers prisonniers qu’il détenait, il s’avéra que Sandes et ses comparses avaient tué tous les leurs.
Sandes et d’autres officiers vainqueurs, se refusant à toute absolution, continuèrent de poursuivre, d’arrêter et de tuer d’anciens montoneros. Il s’ensuivit que début 1863, Peñaloza, une nouvelle fois, se souleva en armes contre le gouvernement de Bartolomé Mitre. Le président nomma alors Sarmiento directeur de la guerre, lequel comptait s’appuyer surtout, pour réprimer les fédéralistes provinciaux, sur Sandes. Cependant, celui-ci avait été peu auparavant attaqué à la sortie d’une pulpería (épicerie de campagne en Amérique hispanique) par un gaucho fugitif et succomba à ses blessures une semaine après à Mendoza. Sarmiento clama que sa mort était un véritable triomphe de la montonera. 
Pendant longtemps encore, la seule évocation de son nom suscitera terreur et haine chez les paysans de La Rioja et de Cuyo.